# Бабље љето (филм)
Бабље љето је југословенски филм из 1970. године. Режирао га је Никола Танхофер, а сценарио је писао Живко Јеличић.

## Радња
Два брачна пара крстаре од места до места дуж јадранске обале. Мушкарци се углавном баве морем и опијањем, док се њихове супруге више занимају за младог "скипера". Обичан флерт претвара се у драму када се између младића и једне од супруга рађа осећај који би могао бити љубав.

## Улоге
| Глумац         | Улога |
| -------------- | ----- |
| Борис Дворник  |       |
| Ана Карић      |       |
| Едо Колудровић |       |
| Раде Марковић  |       |
| Бранко Плеса   |       |
| Миља Вујановић |       |
| Павле Вуисић   |       |